# Ersulie Mompremier
Ersulie Mompremier (cách phát âm thay thế Erzulie, Ersuille và Ersuille) là một nghệ sĩ người Haiti. Cô kết hôn với Madsen Mompremier và năm 1978 bắt đầu học vẽ tranh với anh. Tác phẩm nghệ thuật của Mompremier làm nổi bật cuộc sống hàng ngày của Haiti trái ngược với các tác phẩm của chồng. Cùng với việc là một họa sĩ, cô là một nhân viên cộng đồng ở Haiti.

## Bộ sưu tập công cộng
2007 - hai tác phẩm nghệ thuật không tên được chấp nhận cho Trung tâm Nghệ thuật Waterloo, Waterloo, Iowa
(Một tác phẩm nghệ thuật nằm trong Phòng trưng bày đấu giá Seattle được bán / sở hữu bởi Klein James)

## Tranh trong bảo tàng
The Pickers Fruit Đóng khung dầu trên masonite, Bức tranh mô tả hai người phụ nữ trong một phong cảnh tươi tốt hái trái cây. Ký thấp hơn bên trái. Các biện pháp 9,75 "x 7-5 / 8". Số đo khung 15 "x 13,25".
Untitled Oil Dầu trên masonite, bức tranh mô tả đám đông một số người đang ngồi giữa lễ kỷ niệm Ra Ra trước 5 ngôi nhà cùng với một người bán một thứ gì đó ở phía trước bức tranh. Các biện pháp 15,5 19 x 19,88. Số đo khung 20 20 x 24,75.
Untitled Oil trên masonite, Ngôi tranh vẽ một đám đông người bán đồ uống nóng, đậu, trái cây và vải. Có một cánh đồng mía ở hậu cảnh. Đăng ký phía dưới bên phải. Các biện pháp 15,88 Xx 24 24. Số đo khung 20.875, x 28.625.